# أربوغاء
الأربوغاء (الاسم العلمي:Tetrasporopsis) هي جنس من الأسناخ الصبغية تتبع الفصيلة الذهبقية من رتبة الذهبقيات.